# Callenberg
Callenberg è un comune di 4 879 abitanti della Sassonia, in Germania.
Appartiene al circondario (Landkreis) di Zwickau (targa Z).

## Storia
Il 1º gennaio 1999 al comune di Callenberg venne aggregato il comune di Chursbachtal.